# Al-Kaida na Arapskom Poluotoku
Al-Kaida na Arapskom poluotoku (Arapski: قاعدة الجهاد في جزيرة العرب, Tanẓīm Qā'idat al-Jihad fi Jazīrat al-'Arab) također poznat kao Ansar al-Šerijat u Jemenu (Arapski: Jamā'at Anṣār ash-Sharī'ah, "Grupa pomagača šerijata"), je militantna islamistička teroristička skupina prvenstveno aktivna u Jemenu i Saudijskoj Arabiji koja je dio mreže al-Kaide. Smatra se najaktivnijom od ogranaka Al-Kaide nastalih nakon slabljenja središnjeg vodstva. Američka vlada vjeruje da je ova grana zapravo najopasnija grana Al-Kaide. Grupa je osnovala emirat tijekom jemenske revolucije 2011. godine, koja je oslabila na vlasti nakon stranih intervencija u kasnijem jemenskom građanskom ratu.
Organizaciju Ujedinjenih naroda i nekoliko zemalja i međunarodnih organizacija grupu je proglasila terorističkom organizacijom.